# Шарлово (деревня)
Шарлово — деревня в Ермоловском сельском поселении Вешкаймского района Ульяновской области. 

## География
Находится на расстоянии примерно 18 километров по прямой на запад-юго-запад от районного центра поселка Вешкайма.

## Название
Названа по названию реки Шарловки, а её название по сведениям профессора В.Ф. Барашкова восходит к словам из татарского языка «Шарлау» - журчать, бурлить, быстро течь и «Шарловык»  - мель, отмель перекат.

## История
Возникла в XVII веке.
В 1780 году, при создании Симбирского наместничества, село Богородское Шарловка тож, при речке Шарловке, помещиковых крестьян, однодворцев, черкас владельческих, вошло в состав Карсунского уезда.
В 1859 году сельцо Шарлава находилось в  1-м стане Карсунского уезда Симбирской губернии, имелся поташный завод.
В 1898 году, при строительстве участка Инза —  Симбирск I Московско-Казанской железной дороги, рядом с сельцом возник разъезд названный также «Шарлово», ныне посёлок Шарлово.
На 1900 год в сельце Шарлаве не было своей церкви, поэтому прихожане ходили в Казанскую церковь села Ермоловка .
В 1913 году  было 169 дворов, 807 жителей, часовня.
В советское время работали колхозы им. Калинина и «Заря»..

## Население
Население составляло: на 1859 г. 267 муж. и 278 жен.; 27 человек в 2002 году (74% русские), 4 по переписи 2010 года.